# Kopijrecht
Het kopijrecht of in oude teksten (volgens de spelling Siegenbeek) kopijregt of regt van kopij, en soms ook kopierecht, was in de geschiedenis van het Nederlands auteursrecht de voorloper van het auteursrecht en de opvolger van het privilegiestelsel, dat in 1796 in Holland werd afgeschaft en vervolgens krachtens de wet van 1803 ook in de rest van de toenmalige Bataafse Republiek. De in informatierecht gespecialiseerd advocaat en hoogleraar emeritus Egbert Dommering betoogt dat het drukkersprivilege geen pre-auteursrecht is, maar een vorm van eigendomsbescherming die nog steeds voortleeft.
Het privilegiestelsel werd in de Bataafse Republiek strijdig geacht met de nieuwe orde, die werd omschreven als "de thans aangenomen grondbeginselen, volgens welke ieder Ingezeten een aanspraak heeft op de beveiliging van zijnen regtmatigen eigendom". Aan iedere boekverkoper die een origineel werk uitgaf, waarvan hij het kopijrecht had verkregen, werd het exclusief (dat wil zeggen ieder ander uitsluitend) recht toegekend, dat boek te drukken en uit te geven. In elk geval theoretisch kon de schrijver zich bij contract tegen een eventuele willekeur van de uitgever beveiligen. 
Het kopijrecht erkende een "eigendomsrecht" op geschriften, dat weliswaar zijn oorsprong vond in de geestelijke arbeid van de auteurs, maar die bescherming werd niét aan de auteurs zèlf doch daarentegen enkel aan de uitgevers van hun werken verleend. In de regeling die in 1766 in Holland werd afgekondigd werden de auteurs niet eens genoemd; dat gebeurde wel in de Boekenwet 1803, waarin rekening werd gehouden met de mogelijkheid dat de uitgever zelf de "opsteller" van het geschrift was.
Volgens de wet uit 1803 werd het recht verleend aan ieder "die in de Bataafsche Republiek een oorspronkelijk werk uitgeeft, waarvan hij het gewoonlijk alzo genoemd, Regt van kopij of bezit, omdat hij zelf daarvan de opsteller is, of om niet, of voor geld, of op eene andere, mits wettige wijze, bekomen heeft".
Het kopijrecht op een werk ging over op de erfgenamen van de uitgevers en was (conform de benaming "eigendomsrecht") eeuwigdurend. Daartoe behoorde ook de uitsluitende bevoegdheid vertalingen en samenvattingen van het betreffend geschrift te publiceren.
Een werkelijk auteursrecht zou in Nederland pas worden erkend middels de Auteurswet 1817. Echter pas per 1 januari 1882, bij het in werking treden van de Auteurswet 1881, werd alle kopijrecht afgeschaft (art. 29). Het kopijrecht gold in Nederland dus in de periode van 1766/1803 tot 1882.
Sindsdien kent de problematiek rond nadruk e.d. een auteursgerichte in plaats van uitgeversgerichte benadering: de bevoegdheden die een uitgever heeft, zijn ontleend aan de rechten van de auteur, waarvan sommige, namelijk de van de exploitatierechterlijke bevoegdheden te onderscheiden morele en/of persoonlijkheidsrechterlijke bevoegdheden, zelfs ònvervreemdbaar zijn.